# 2002 VF131
2002 VF131, também escrito como 2002 VF131, é um objeto transnetuniano que está localizado no Cinturão de Kuiper, uma região do Sistema Solar. Este corpo celeste é classificado como um cubewano. Ele possui uma magnitude absoluta de 6,5 e tem um diâmetro estimado com 211 km.

## Descoberta
2002 VF131 foi descoberto no dia 7 de novembro de 2002, pelo astrônomo Marc W. Buie.

## Órbita
A órbita de 2002 VF131 tem uma excentricidade de 0,063 e possui um semieixo maior de 44,301 UA. O seu periélio leva o mesmo a uma distância de 41,514 UA em relação ao Sol e seu afélio a 47,088 UA.